# Ori (genetica)
The origin of replication (afgekort met ori) is de Engelstalige benaming voor een plek in een genoom waar de replicatie van DNA of RNA begint. Dit proces vindt plaats in zowel organismen als prokaryoten en eukaroyoten als in RNA-virussen. De structuur van de Ori verschilt per organisme, maar ze vertonen wel overeenkomsten zoals een hoge hoeveelheid AT. 